# Hubert Denstedt
Hubert Denstedt (* 1955) ist ein ehemaliger Radrennfahrer, der in der DDR aktiv war.

## Sportliche Laufbahn
1974 startete Denstedt für die DDR im Rennen der UCI-Straßen-Weltmeisterschaften der Junioren und wurde Vize-Weltmeister im Straßenrennen. Er war Mitglied des SC Turbine Erfurt.
Seinen ersten Sieg in der Leistungsklasse der DDR holte er 1978 bei Rund um das Muldental, 1979 siegte er erneut. 1980 gewann er den Lausitz-Cup, als er eine Etappe gewann. 1981 siegte er auf einem Tagesabschnitt der Oder-Rundfahrt. Er startete für die Nationalmannschaft in den Etappenrennen Alpe–Adria, Niederösterreich-Rundfahrt (14. Platz) und Slowakei-Rundfahrt (17. Platz). 1981 startete er im Team der Nationalmannschaft in der DDR-Rundfahrt und gewann mit der Mannschaft den Prolog. In der Gesamteinzelwertung belegte er den 9. Rang und gewann die Wertung des besten Nachwuchsfahrers. Bei den nationalen Meisterschaften im Mannschaftszeitfahren gewann er Bronze.
1982 wurde er (wiederum als Mitglied des Nationalteams) Fünfter in dem Etappenrennen. Im Etoile de Sud wurde er Zweiter hinter dem Sieger Joseph Haex. Er konnte eine Etappe gewinnen.
In der DDR-Rundfahrt 1983 wurde er 13. der Gesamtwertung. Die Tour de Bohemia beendete Denstedt auf dem 33. Rang. 1985 beendete er seine Laufbahn in der Leistungsklasse.